# Beilschmiedia immersinervis
Beilschmiedia immersinervis là loài thực vật có hoa trong họ Nguyệt quế. Loài này được Sachiko Nishida miêu tả khoa học đầu tiên năm 1999.